# The Visit
The Visit — канадский дуэт, в который входят вокалистка Хезер Сита Блэк и виолончелист Рафаэль Вейнрот-Браун.

## История группы
Стиль группы объединил в себе элементы классической камерной музыки, мотивы восточной музыки и ритмы, характерные для рок-музыки.
Дебютный сингл «Between Worlds» был записан в 2013 году в Gallery Studios в Оттаве и вышел 8 января 2014 года. 18 октября 2014 года вышел второй сингл — «Offering». 9 октября 2015 года дуэт выпустил дебютный альбом, записанный в Union Sound Company в Торонто, в который вошли 5 песен общей длительностью чуть более 55 минут. Альбом получил положительные отзывы музыкальных критиков.
Дуэт выступал на Nouvelle Prague Festival в Праге, RBC Bluesfest в Оттаве, 21C Festival в Королевской консерватории в Торонто, Wave-Gotik-Treffen 2016 в Лейпциге, Cello Biënnale Amsterdam и других фестивалях.
В августе 2019 года музыканты приступили к записи второго полноформатного альбома.

## Состав
- Хезер Сита Блэк (Heather Sita Black) — вокал
- Рафаэль Вейнрот-Браун (Raphael Weinroth-Browne) — виолончель

## Дискография

### Альбомы
- Through Darkness Into Light (2015)

### Синглы
- Between Worlds (2014)
- Offering (2014)

## Видеоклипы
- Between Worlds (2014)
- Offering (2014)
- Through Darkness (2015)